# Eroe del lavoro della Repubblica Democratica Tedesca
Il titolo di Eroe del lavoro della Repubblica Democratica Tedesca è stato una decorazione della Repubblica Democratica Tedesca.

## Storia
L'onorificenza è stata istituita nel 1950.

## Insegne
- Il nastro dal 1950 al 1953 era bianco con ai lati il tricolore tedesco, mentre dal 1953 era completamente rosso.